# Charles-Anatole Le Querrec
Charles-Anatole Le Querrec född 8 maj 1876 i Bagneux Maine-et-Loire Frankrike död 17 mars 1957 i Paris, fransk författare, dramatiker, manusförfattare regissör och skådespelare. Han var även verksam under pseudonymnamnet Yves Mirande

## Regi i urval
- 1941 - Moulin Rouge
- 1939 - Paris - New York
- 1939 - Derrière fa façade
- 1938 - Café de Paris
- 1936 - Le grand refrain
- 1935 - Baccara

## Filmmanus
- 1949 - Flickburen
- 1942 - Den stora kärleken
- 1943 - Le colonel Chabert
- 1939 - Portieren på Maxim
- 1939 - Derrière fa façade
- 1936 - Den stora refrängen